# Archieparquía de Trichur
La archieparquía de Trichur (en latín: Archieparchia Trichuriensis y en inglés: Archeparchy of Trichur y en malabar: തൃശൂർ അതിരൂപത) es una circunscripción eclesiástica de la Iglesia católica en India. Se trata de una archieparquía siro-malabar, sede metropolitana de la provincia eclesiástica de Trichur. Desde el 22 de enero de 2007 el archieparca es Andrews Thazhath.

## Territorio y organización

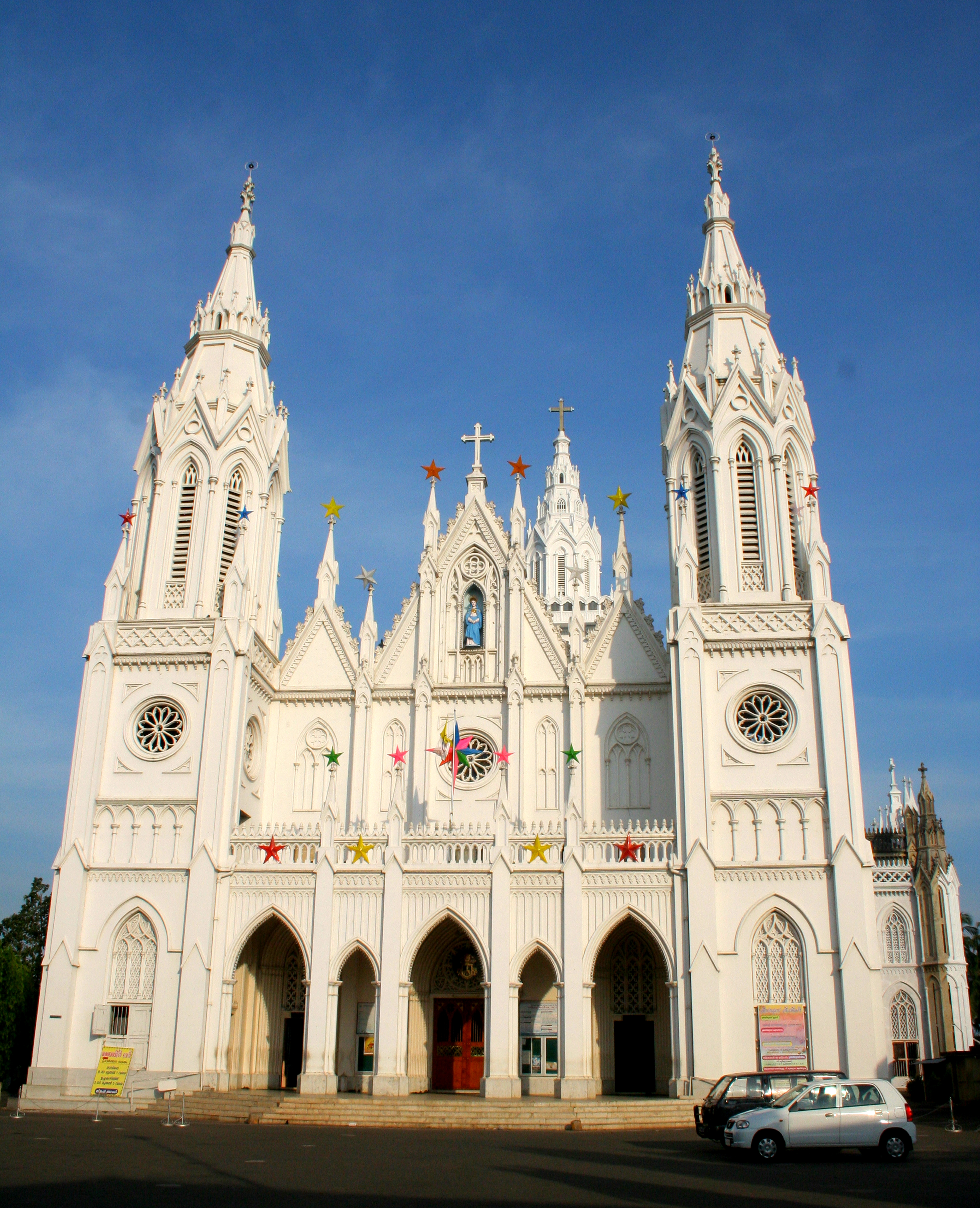
Basílica de Nuestra Señora de los Dolores

La archieparquía tiene 2000 km² y extiende su jurisdicción sobre los fieles católicos siro-malabares (excepto los knanayas) que residen en el estado de Kerala en los tehsils de Trichur y Thalappilly en el distrito de Thrissur.
La sede de la archieparquía se encuentra en la ciudad de Thrissur (antes llamada Trichur), en donde se halla la Catedral de Nuestra Señora de Lourdes y la basílica menor de Nuestra Señora de los Dolores.
La archieparquía tiene como sufragáneas a las eparquías de: Irinjalakuda, Palghat y Ramanathapuram.
En 2020 en la archieparquía existían 220 parroquias agrupadas en 16 foranías: Lourdes Cathedral, Dolours' Basilica, Chelakara, Erumapetty, Kandassankadavu, Kottekad, Mattom, Ollur, Palayur, Parappur, Pattikad, Pazhuvil, Pudukad, Puthur, Velur y Wadakkanchery.

## Historia
El vicariato apostólico de Trichur fue erigido el 20 de mayo de 1887 con el breve Quod iam pridem del papa León XIII, separando territorio de la arquidiócesis de Verapoly.

Insuper praecipimus ut praedictorum Vicariatuum Apostolicorum territorialis divisio fiat per naturales limites fluminis Aluvay, quod ab urbe Maleatur Malabaricam regionem intersecat usque ad mare prope urbem Cochin, ita ut primus vicariatus sit septentrionalis cum ordinaria residentia Apostolici Vicarii in urbe Trichoor, unde appellationem sumet, alter sit meridionalis cum ordinaria residentia prope Vicarii Apostolici in urbe Cottayam, a qua nomen accipiet.

El 28 de julio de 1896 con el breve Quae rei sacrae del papa León XIII cedió una porción de su territorio para la erección del vicariato apostólico de Ernakulam (hoy archieparquía de Ernakulam-Angamaly).
El 21 de diciembre de 1923 el vicariato apostólico fue elevado a eparquía con la bula Romani Pontifices del papa Pío XI. Originariamente era sufragánea de la archieparquía de Ernakulam.

Tum Archiepiscopi Ernaculamensis, tum Episcoporum Changanacherensis, Trichuriensis et Kottayamensis cura erit aptiorem ecclesiam in urbibus Ernakulam, Changanacherry, Trichur et Kottayam eligere, in qua sedes et cathedra, sive archiepiscopalis, sive episcopabis, sit constituenda.

El 29 de abril de 1955 amplió su territorio, extendiendo su jurisdicción a los fieles de rito siríaco oriental residentes en la diócesis latina de Coimbatore en el estado de Tamil Nadu, mediante el decreto Saepe fideles.
El 27 de junio de 1974 cedió otra porción de territorio para la erección de la eparquía de Palghat mediante la bula Apostolico requirente del papa Pablo VI.

Summa igitur usi Nostra potestate, ex eparchia Trichuriensi, quam diximus, territorium separamus, quod constat civilibus districtibus vulgato nomine «Palghat» et «Coimbatore» appellatis, addita quoque civitate Karur, e districtu Trichinopolitano, atque exinde novam Malabarensis ritus eparchiam constituimus, ab urbe Palghat Palghatensem appellandam.

El 22 de junio de 1978 cedió otra porción de territorio para la erección de la eparquía de Irinjalakuda mediante la bula Trichuriensis eparchiae del papa Pablo VI.

Ab eparchia Trichuriensi districtum separamus Cranganorensem, magnam partem districtus «Makundapuram» et parvas portiones districtuum «Parur» et «Alwaye», ad septentrionem fluminis «Chalakudy», iisque novam eparchiam condimus, Irinialakudensem appellandam iisdemque circumscribendam finibus ac territoria, quae diximus, terminantur.

El 18 de mayo de 1995 la eparquía fue elevada al rango de archieparquía metropolitana con la bula Ad augendum spirituale del papa Juan Pablo II.

(...) summa Nostra potestate Provinciam ecclesiasticam Trichuriensem constituimus, cuius Ecclesia princeps erit Eparchia hucusque Trichuriensis, quam ad gradum et dignitatem Metropolitanae Sedis evehimus, omnibus tributis iuribus, officiis ac privilegiis huiusmodi Sedium propriis, assignantes eidem uti suffraganeas Eparchias Palghatensem et Irinialakudensem.

## Estadísticas
Según el Anuario Pontificio 2021 la archieparquía tenía a fines de 2020 un total de 439 845 fieles bautizados.
| Año                                                                             | Población            | Población | Población      | Sacerdotes | Sacerdotes    | Sacerdotes    | Bautizados por sacerdote | Diáconos permanentes | Religiosos | Religiosos | Parroquias |
| Año                                                                             | Bautizados católicos | Total     | % de católicos | Total      | Clero secular | Clero regular | Bautizados por sacerdote | Diáconos permanentes | Varones    | Mujeres    | Parroquias |
| ------------------------------------------------------------------------------- | -------------------- | --------- | -------------- | ---------- | ------------- | ------------- | ------------------------ | -------------------- | ---------- | ---------- | ---------- |
| 1950                                                                            | 244 925              | 1 119 275 | 21.9           | 219        | 156           | 63            | 1118                     |                      | 63         | 791        | 161        |
| 1970                                                                            | 442 185              | ?         | ?              | 334        | 241           | 93            | 1323                     |                      | 172        | 2767       | 175        |
| 1980                                                                            | 326 701              | ?         | ?              | 229        | 153           | 76            | 1426                     |                      | 202        | 2381       | 164        |
| 1990                                                                            | 374 075              | 2 109 736 | 17.7           | 270        | 190           | 80            | 1385                     |                      | 226        | 3444       | 197        |
| 1999                                                                            | 423 514              | 2 018 635 | 21.0           | 294        | 209           | 85            | 1440                     |                      | 236        | 3965       | 183        |
| 2000                                                                            | 424 010              | 2 019 050 | 21.0           | 326        | 218           | 108           | 1300                     |                      | 226        | 4005       | 186        |
| 2001                                                                            | 446 274              | 2 018 635 | 22.1           | 344        | 230           | 114           | 1297                     |                      | 226        | 4295       | 214        |
| 2002                                                                            | 448 849              | 2.025 635 | 22.2           | 363        | 242           | 121           | 1236                     |                      | 272        | 4295       | 216        |
| 2003                                                                            | 456 759              | 2 510 965 | 18.2           | 380        | 252           | 128           | 1201                     |                      | 279        | 2705       | 189        |
| 2004                                                                            | 463 306              | 2 580 736 | 18.0           | 378        | 255           | 123           | 1225                     |                      | 271        | 2764       | 224        |
| 2009                                                                            | 499 000              | 2 752 500 | 18.1           | 433        | 276           | 157           | 1152                     |                      | 335        | 3442       | 197        |
| 2010                                                                            | 470 324              | 2 791 000 | 16.9           | 453        | 288           | 165           | 1038                     |                      | 373        | 3459       | 201        |
| 2014                                                                            | 471 611              | 3 056 943 | 15.4           | 560        | 331           | 229           | 842                      |                      | 441        | 3042       | 210        |
| 2017                                                                            | 436 736              | 3 081 312 | 14.2           | 610        | 345           | 265           | 715                      |                      | 426        | 3167       | 227        |
| 2020                                                                            | 439 845              | 3 121 200 | 14.1           | 637        | 370           | 267           | 690                      |                      | 404        | 3126       | 220        |
| Fuente: Catholic-Hierarchy, que a su vez toma los datos del Anuario Pontificio. |                      |           |                |            |               |               |                          |                      |            |            |            |

## Episcopologio
- Adolphus Edwin Medlycott † (13 de septiembre de 1887-1896 renunció)
- John Menachery † (11 de agosto de 1896-19 de diciembre de 1919 falleció)
- Francis Vazhapilly † (5 de abril de 1921-12 de mayo de 1942 falleció)
- George Alapatt † (11 de marzo de 1944-14 de junio de 1970 renunció[nota 2])
- Joseph Kundukulam † (4 de junio de 1970-11 de noviembre de 1996 retirado)
- Jacob Thoomkuzhy (11 de noviembre de 1996-22 de enero de 2007 retirado)
- Andrews Thazhath, desde el 22 de enero de 2007